# 学位記

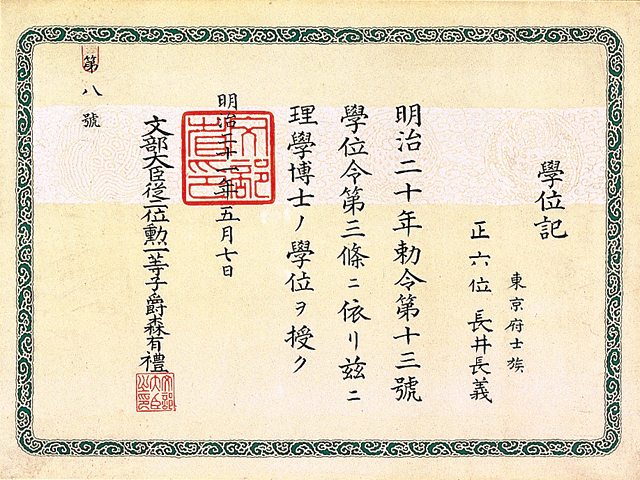
日本初の理学博士の一人である長井長義の学位記

学位記（がくいき）とは、大学等がある者へ学位（学士、修士、博士、専門職学位、および短期大学士）を授与したことを証明するため、その者に対して交付する書面の原本をいう。
主に表題（「学位記」）、学位を授与したことを証明する文面、被授与者名、授与機関名、授与機関の長の署名、授与機関の印影（あるいは紋章等）等からなっている。

## 学位記の例
学位記の文面の例としては、次のようなものである。
前段で所属学部長あるいは研究科長が学位の授与に値することを証明し（「本学○○学部○○学科において正規の試験に合格し所定の単位を修得したことを認める」（学部）「本学大学院○○研究科○○専攻において所定の単位を修得し、学位論文の審査及び最終試験に合格したことを認める」（修士課程、博士課程）「本学に博士の学位論文を提出しその審査および試験に合格し、かつ、所定の学力を有するものと認める」（論文博士）など）、後段で学長・総長が学位を授与する（「上記学部長（あるいは研究科長）の認定により○士（○○）の学位を授ける」など）こともある。また、これらを分けずに、学部長・学長の連名で授与されることもある。博士について学位論文の題名も明記する大学もある。
1888年（明治21年）5月7日に加藤弘之に文学博士の学位が授けられた時の学位記は次の通りである（授与者は文部大臣森有礼）。なお、下記は第二次世界大戦（太平洋戦争・大東亜戦争）以前の日本の学位記の形式である。戦前までに学校の卒業した者や大学から学位記を授与された者には、それぞれ卒業証書や学位記に士族と族称が併記された。実際には縦書きで書かれている。
なお、日本においては、1991年（平成3年）7月1日に施行された改正学校教育法、及び改正学位規則により、大学卒業者に与えられる資格が「学士の称号」から「学士の学位」に改められたことに伴い、それまで「卒業証書」が与えられていたのが「学位記」となり、「卒業式」が「学位記授与式」と改められるなどのことがあった。